# 网络主机

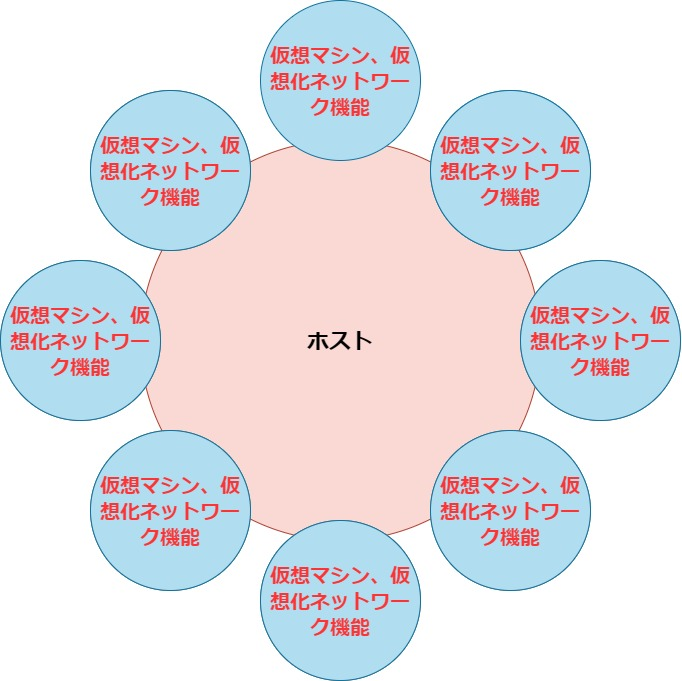
網路主機示意圖

网络主机（network host）是已连接到一个计算机网络的一台電子計算機或其他设备。网络主机可以向网络上的用户或其他节点提供信息资源、服务和应用。一台网络主机是已被分配一个网络层主机地址的网络节点。
使用TCP/IP协议族参与网络的计算机也可称为IP主机。更具体来说，参与互联网计算机可称为互联网主机，有时还称作互联网节点。互联网主机和其他IP主机在其网络接口上被分配一个或多个IP地址。该地址可以由管理员手动配置，也可以在启动时自动由动态主机设置协议（DHCP）或通过无状态地址自动配置方法自动配置。
每台网络主机都是一个物理网络节点（即一个网络设备），但不是所有物理网络节点都是一台主机。调制解调器、集線器或網路交換器等网络设备有可能不被分配主机地址（有管理目的除外），因此不被认为是网络主机。网络打印机、硬件路由器等设备有IP地址，但由于它们不是通用目的计算机，它们有时候不被认为是主机。

## 服务器与主机
所有服务器都是主机，但并非所有主机都是服务器。任何与网络建立连接的设备都可以作为主机(如智能手表），而以接受其他设备（客户端）连接为目的的主机被视为服务器。

## 概念起源
在操作系统领域，术语终端主机传统上是为计算机终端提供服务的多用户计算机或软件，或一台提供较小或较少能力的计算机设备。例如一台大型计算机为电传终端或视频终端提供服务。其他例子是telnet主机（一个telnet服务器）和xhost（X窗口客户端）。
术语“互联网主机”或“主机”在定义互联网及其前身ARPANET的许多RFC文档中被使用.在开发ARPANET时，连接到网络的计算机一般是可以通过串行端口从已连接终端访问的大型计算机。由于这些虚拟终端本身没有主机软件或自己执行计算，它们不被视为主机。终端通过串行接口和可能通过电路交换网络连接到终端主机，但并未连接到任何基于IP的网络，并且未被分配IP地址。而现今的IP主机，可能无法作为终端主机。
RFC 871将一台主机定义为：“连接到一个通信网络的通用计算机系统，用于在参与的操作系统之间实现资源共享目的”。